# I’ve Just Seen a Face
«I’ve Just Seen a Face» (рус. Я только что увидел лицо) — песня группы «Битлз», вышедшая на альбоме Help! в 1965 году. В США песня впервые вышла на американской версии альбома Rubber Soul в декабре 1965 года. Песня написана Полом Маккартни, однако приписана, как это обычно делалось, Маккартни и Леннону.

## Песня
Песня была написана Полом Маккартни. Он же исполняет вокальную партию. Перед тем, как песня была записана, она недолгое время называлась «Тема тетушки Джин» по имени младшей сестры отца Пола, потому что она была одной из её любимых мелодий. Это — одна из очень немногих «гитарных» песен «Битлз», в которой отсутствует партия бас-гитары.
Согласно критику сайта Allmusic Ричи Унтербергеру, эта песня «представляет собой почти настоящее bluegrass-кантри, если бы не отсутствие банджо и скрипки». Критик Иэн Макдональд отметил, что эта песня «подтянула последнюю часть альбома Help! своей зажигательной свежестью».
Песня была записана 14 июня 1965 года на студии Abbey Road Studios; в ту же сессию были записаны песни «Yesterday» и «I'm Down».
В записи участвовали:
- Пол Маккартни — вокал, акустическая гитара
- Джон Леннон — акустическая гитара
- Джордж Харрисон — акустическая соло-гитара
- Ринго Старр — ударные (играл с использованием барабанных щёток), маракас

## Песня и Маккартни
Известно, что эта песня была одной из самых любимых песен П. Маккартни, во всяком случае, если судить по количеству её исполнений за время его сольной карьеры. Она была одной из немногих песен «Битлз», исполнявшихся им во время работы с группой Wings. Живое исполнение этой песни вошло в альбомы Wings over America, Unplugged (официальный бутлег) и в DVD Live In Red Square.

## Кавер-версии
- Песня неоднократно перепевалась, в том числе такими группами и исполнителями, как The Living End, Ричи Самбора, Эдди Веддер, The BoDeans, The Paperboys, The Dillards, Arlo Guthrie, Warren Zevon, Holly Cole, Джоном Пиццарелли, Thrice, Brandi Carlile, Tyler Hilton.
- Песня исполняется актёром Джимом Старджессом в фильме «Через Вселенную».
- Бек записал малоизвестную пародию на эту песню (под названием «I’ve Just Seen a Face Lift»).